# 長蛇座LN
長蛇座LN，又名CD-25 9508，HD 112374、SAO 181244、HR 4912，是長蛇座的一颗恒星，视星等为6.62，位于銀經304.34，銀緯36.4，其B1900.0坐标为赤經12h 51m 7.3s，赤緯-25° 36.4′ 5″。